# San Lorenzo (Kalifornia)
San Lorenzo – jednostka osadnicza w Stanach Zjednoczonych, w stanie Kalifornia, w hrabstwie Alameda.